# Chabuata subsocia
Chabuata subsocia là một loài bướm đêm trong họ Noctuidae.